# Fekete karcsúcincér
A fekete karcsúcincér (Stenurella nigra) a cincérfélék családjába tartozó, Európában honos, lombos fákon élő bogárfaj. 

## Megjelenése
A fekete karcsúcincér hímjének testhossza 6-9,3 mm, a nőstény 6,5-10 mm-es. Testalkata karcsú, az előhát hátulsó pereme jóval szélesebb az elsőnél; szárnyfedőinek oldalvonalai végig keskenyednek. Egész teste fekete, csak a potroha vörös részben vagy majdnem teljesen. A testét borító szőrök is feketék. A melltő oldallemezei finoman és szórtan pontozottak, a csípők magasságában szinte teljesen sima és fényes. Az előtor közepe szórtan és egyenetlenül pontozott, a szárnyfedők tövén a pontozás erősebb, mint az előtoron, ráspolyszerű, hátrafelé fokozatosan finomabb, a pontok köze fényes.

## Elterjedése és életmódja
Európában honos az Ibériai-félszigettől a Kaukázusig. Magyarországon országszerte megtalálható, gyakori faj, főleg a hegy- és dombvidékek száraz és meleg élőhelyein fordul elő. 
Lárvája különféle lombos fák (tölgy, gyertyán, szil, nyír, mogyoró, kutyabenge, stb.) száraz, korhadó ágaiban, törzsében él. Két évig fejlődik, majd tavasszal vagy nyár elején a fában készített bábkamrában bebábozódik. Az imágó májustól augusztusig rajzik. Nappal aktív, többnyire a tisztások, erdőszélek virágzó növényein tartózkodik. 

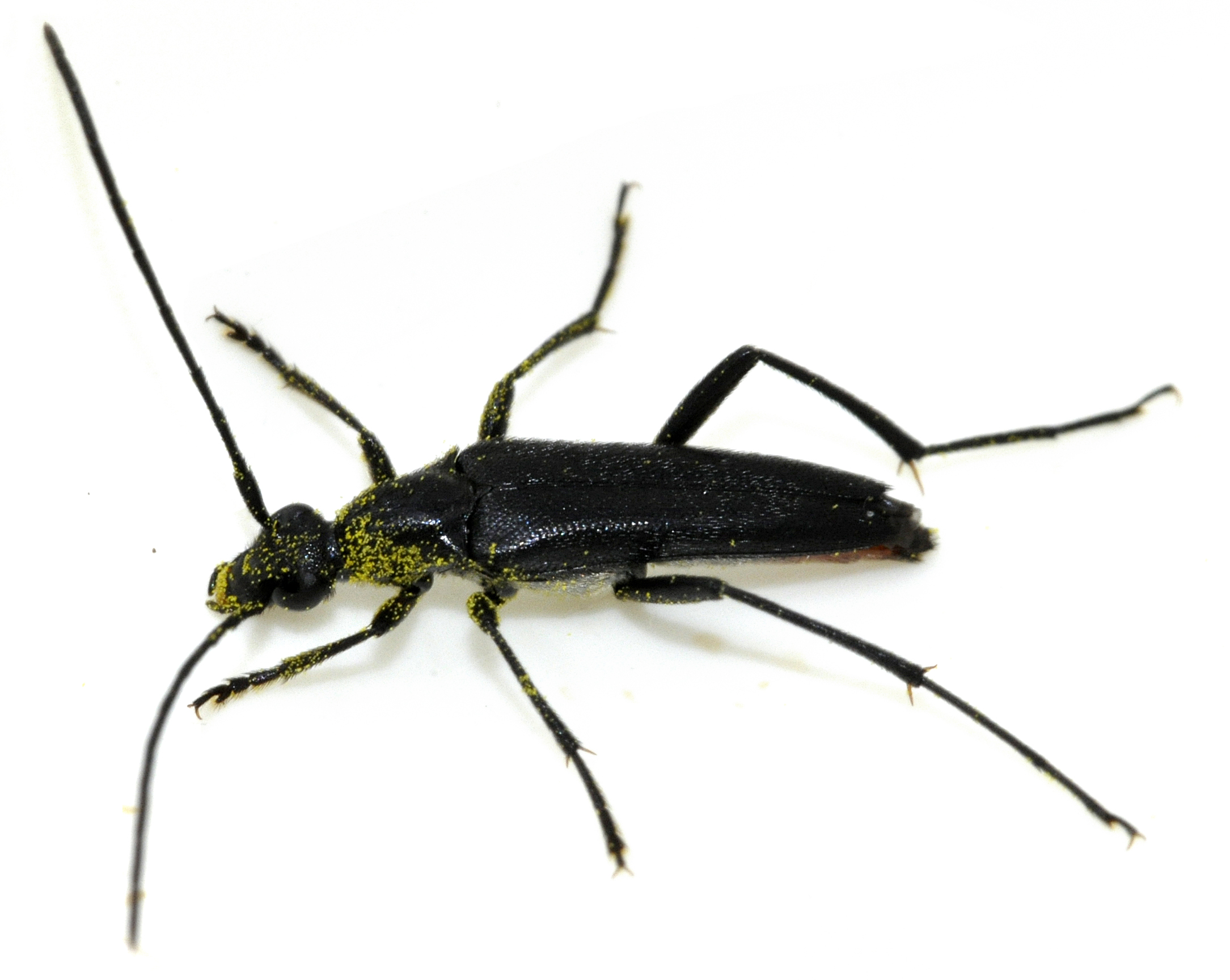
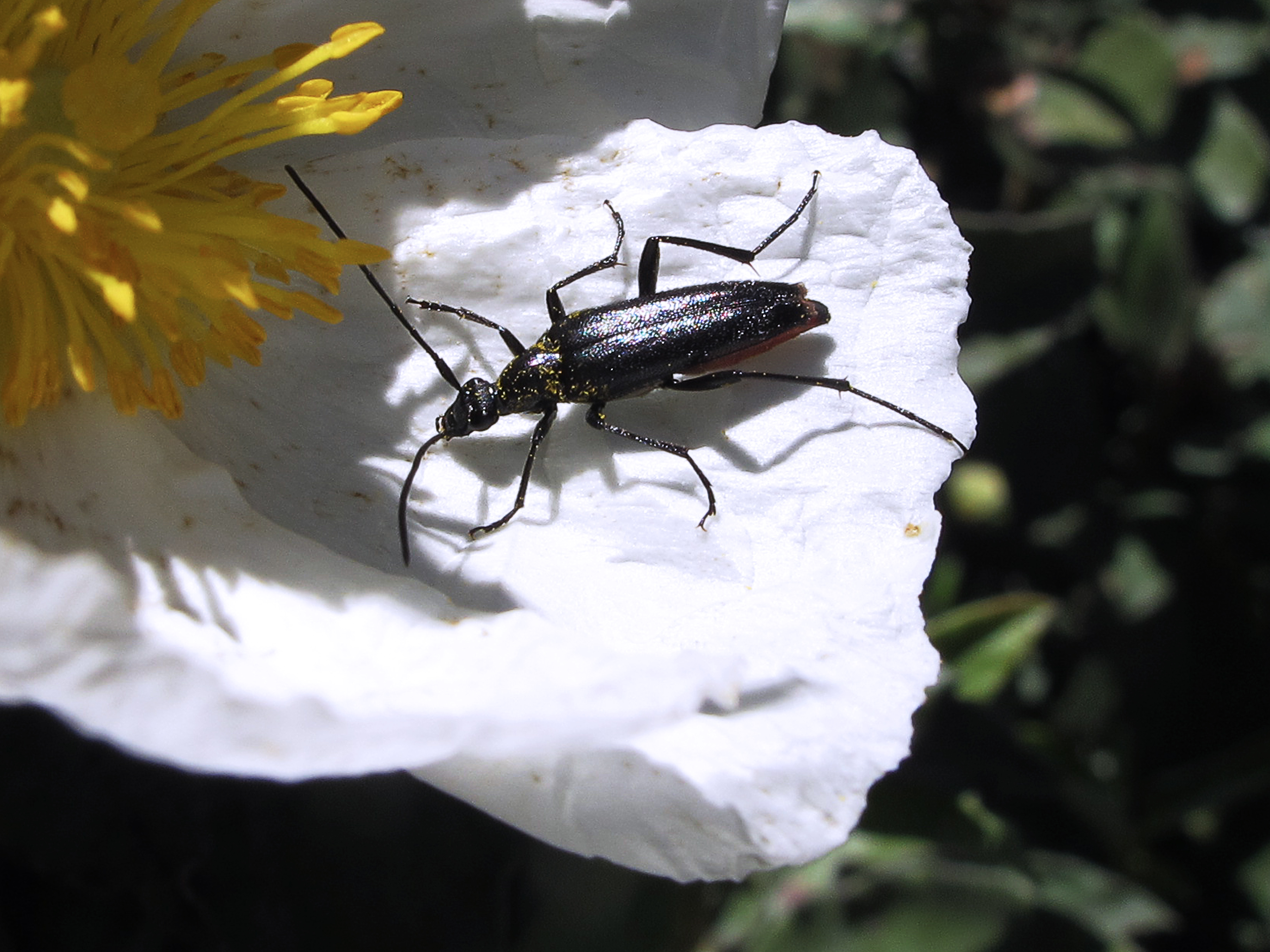
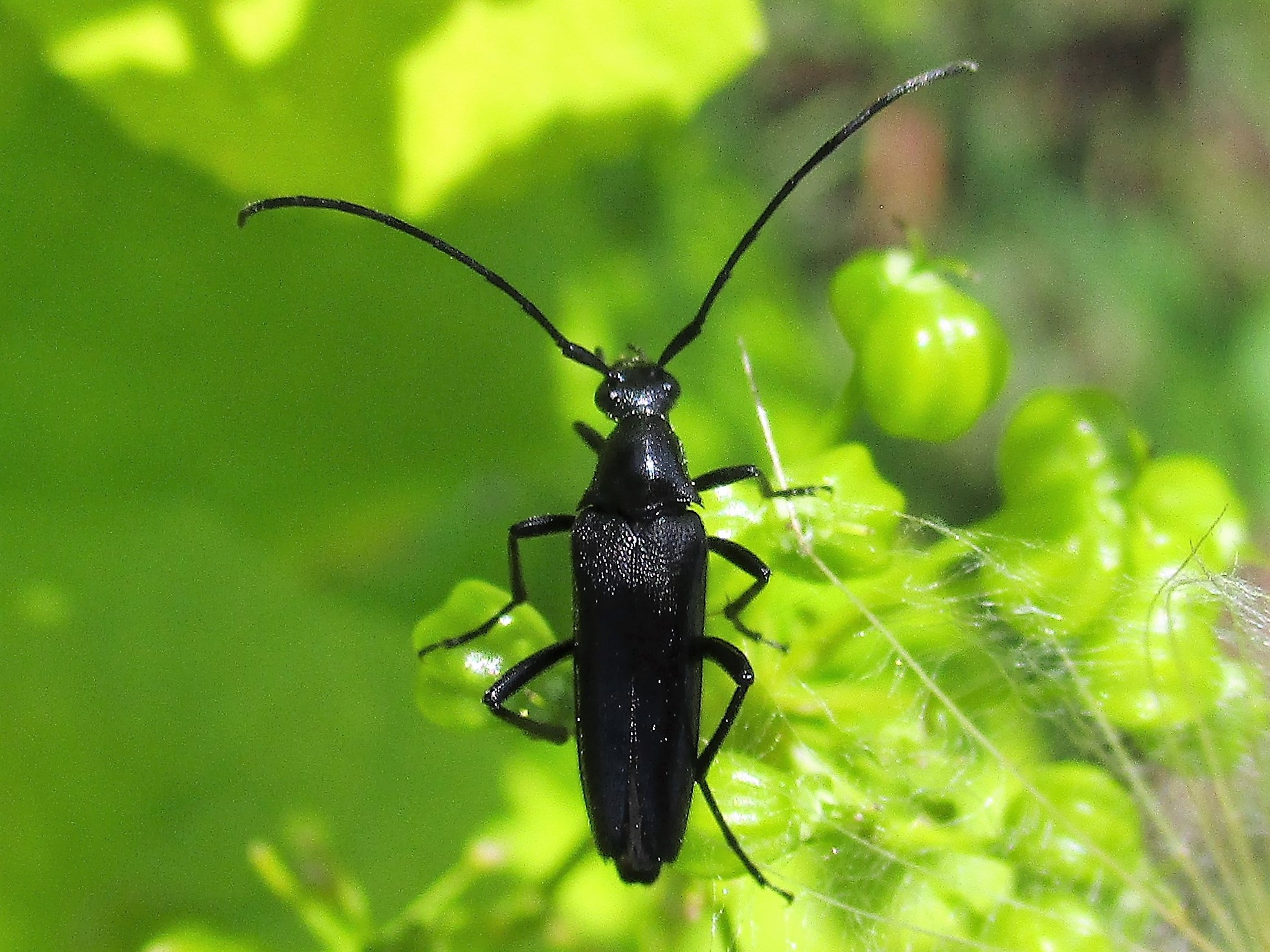
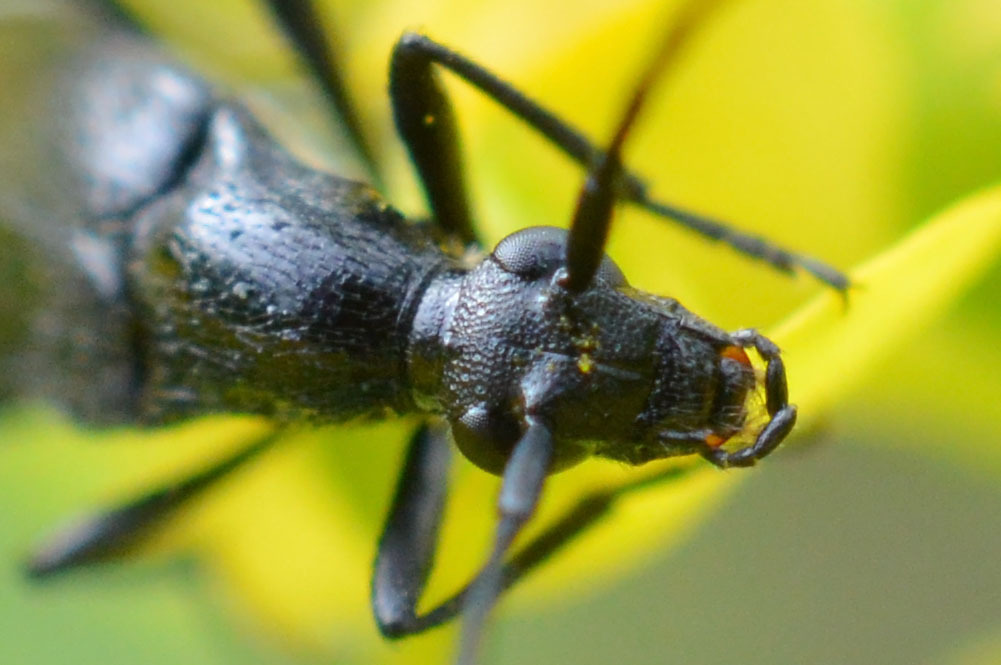

Magyarországon nem védett.